# Rizumu
Rizumu（リズム、1988年1月26日 - ）は、フィノリアファクトリー所属の歌手。

## 人物
- 身長：157 cm
- 血液型：O型
- 出身地：東京
- イメージカラー：黄色
- やわらかい雰囲気から、「最後の撫子」と言われている。
- 月に数回、弾き語りによるライブも行っている。
- アーティスト活動以外では「小比類巻 里澄（こひるいまき りずむ）」としても活動。 なお、「りずむ」の音は本名である[1]。

## 略歴
- 2009年より活動を開始。
- 2009年12月20日に赤坂MOVEにて『Rizumu 1stワンマンライブ「マシュマロ畑で大盤振舞！」』を開催。
- 2010年3月13日に赤坂MOVEにて『Rizumu 1stワンマンライブ「マシュマロ畑で大盤振舞！」追加公演』を開催。
- 2010年4月7日、待望の1stアルバム『First Rizumu』（XQIU-1502）を全国発売。
- 2010年7月20日に上野BRASHにて『Rizumu 2ndワンマンライブ「マシュマロ畑に100人集合！」』を開催。
- 2010年8月より武者修行のため都内及び関東近郊でストリートライブを開始。
- 2011年1月26日にBlue-Tにて『Rizumu Birthday LIVE〜マシュマロ畑に福徳円満〜』開催。
- 2011年7月23日に大塚Deepaにて『Rizumu 3rdワンマンライブ「マシュマロ畑で焼肉定食！」』開催。
- 2011年8月27日・28日開催の『TOKYO IDOL FESTIVAL 2011 Eco & Smile』に出演。
- 2011年11月6日に渋谷Milkywayにて『Rizumu 4thワンマンライブ「マシュマロ畑でつかまえて」』開催。
- 2012年1月26日に渋谷HOMEにて『Rizumu Birthday LIVE〜マシュマロ畑は雲蒸龍変〜』開催。
- 2012年8月4日・5日開催の『TOKYO IDOL FESTIVAL 2012』に出演。
- 2012年8月12日に高円寺HIGHにてRizumu 5thワンマンライブ『マシュマロ畑は九夏三伏』〜この夏１番暑い場所〜開催。
- 2013年1月26日代官山LOOPにて『Rizumu Birthday LIVE〜マシュマロ畑に円盤到着〜』開催。
- 2013年1月26日2ndアルバム『HAPPY LOVE』(FFMC-0003)を『Rizumu Birthday LIVE〜マシュマロ畑に円盤到着〜』にて先行発売。
- 2013年2月6日2ndアルバム『HAPPY LOVE』(FFMC-0003)を全国発売。
- 2013年11月17日に吉祥寺SEATAにて『Rizumu 6thワンマンライブ「マシュマロ畑は一日千秋」』開催。
- 2014年1月26日に渋谷Gladにて『Rizumu Birthday LIVE〜マシュマロ畑は愉快活発〜』開催。
- 2014年10月5日にマウントレーニアホール渋谷にてRizumu 7thワンマンライブ『マシュマロ畑は風林火山』開催。
- 2015年1月26日新宿SUNFACEにて『Rizumu Birthday LIVE 2015〜マシュマロ畑で才色兼備〜』開催。
- 2015年5月31日GARRET宇田川にてRizumu COVER LIVE『マシュマロ畑で疑似体験』開催。
- 2015年8月23日TSUTAYA O-nestにてRizumuスペシャルライブ 『マシュマロ畑は夏祭り』開催。
- 2015年12月26日AKIHABARA CYPHERにて元 メロン記念日大谷雅恵との２マンライブ『マサリズムナイト vol.1 〜Year-end Party〜』開催。
- 2016年1月26日新宿SUNFACEにて『Rizumu Birthday LIVE 2016〜マシュマロ畑は運気上昇〜』開催。
- 2016年4月29日〜5月1日舞台　SPACE☆TRIP第10回公演『ホンキー!トンキー!クライング!〜部屋に幽霊とロックで大迷惑〜』に黒須ヨシコ役で出演。
- 2016年7月23日・7月24日香港にて開催の『香港アイドルフェスティバル2016』出演。自身初の海外公演。
- 2016年8月20日渋谷 TSUTAYA O-crestにてRizumuスペシャルライブ 『マシュマロ畑は夏祭り2016』開催。
- 2016年9月19日、ワープステーション江戸「忍者WARS」出演[2]。
- 2016年11月13日六本木morph-tokyoにてRizumu 8th ワンマンライブ『マシュマロ畑は桃栗三年柿八年』開催。
- 2017年1月29日渋谷GARRET UDAGAWAにて『Rizumu Birthday LIVE 2017 〜マシュマロ畑は悠々閑々〜』開催。
- 2017年2月4日台湾にて開催の『台北国際動漫節 LittleAKIBA LIVE』『LittleAKIBA Super Live＠Jack's Studio in Taipei』に出演。
- 2017年5月7日GARRET宇田川にてRizumu COVER LIVE『マシュマロ畑で疑似体験２』開催。
- 2017年5月21日AKIHABARA CYPHERにて元 メロン記念日大谷雅恵との２マンライブ『マサリズムナイト vol.2 〜Early Summer Party〜』開催。
- 5月28日、東京タワースタジオにて行われた「アイドル×マスクマン　東京アイドル旋風祭×シアタープロレス花鳥風月」出演[3]。
- 2017年8月25日〜8月27日台湾にて開催の『第3回Touch The Japan』に出演。
- 2018年1月28日渋谷GARRET UDAGAWAにて『Rizumu Birthday LIVE 2018 〜マシュマロ畑は悠悠自適〜』開催。
- 2019年1月4日活動10周年を迎える。
- 2019年1月26日秋葉原 PLUM LIVE STAGEにて『Rizumu Birthday LIVE 2019 〜マシュマロ畑は地平天成〜』開催。
- 2020年1月26日GOTANDA G5にて『Rizumu Birthday LIVE 2020 〜マシュマロ畑も東京五輪〜』開催。

## 音楽活動

### DISCOGRAPHY

#### シングル
1. 桜色（CD未発売）
2. 一番の幸せ（CD未発売）
3. & you（CD未発売）
4. KAFERATE☆KAFERATE（2009年5月4日）
5. Love★Chocolate Bitter（2009年5月4日）
6. Gemini（2009年6月28日）
7. 夏色の日曜日（2009年8月27日）
8. 最終電車（2009年12月12日）
9. winter pocket（2010年2月13日）
10. Go to journey　〜クローバーとピストル〜（2010年5月15日）
11. 彼女の誕生日（2010年7月19日）
12. 君のいない世界（2010年10月9日）
13. HAPPY LOVE（2010年12月25日）
14. 桜待ち、君を待つ（2011年3月30日）
15. トマトの気持ち（2011年11月6日）
16. 以上のL！（2012年8月12日）
17. 夏に見た夢（2012年8月26日）
18. かえると恋の物語（2013年6月30日）
19. 雨のちレインボー（2013年11月17日）
20. 24時間のラブレター (2014年3月16日)
21. パラレルワールド（2014年5月6日）
22. ONE DAY IN BLUE SUMMER（2014年9月7日）
23. ある夜の２時（2014年10月5日）
24. 夏の答え（2015年9月13日）
25. step by step（2016年2月21日）

#### 「Limited R」（Rizumuによるカバーシングル企画）
- 恋歌（2011年3月26日）　
  - オリジナルはSurvive-ZERO旧メンバー酒井蘭のソロ楽曲
- Epilogue（2011年7月23日）　
  - オリジナルはSurvive-ZERO旧メンバー青山路代のソロ楽曲
- この雪とともに（2012年2月5日）
  - オリジナルはSurvive-ZEROの楽曲
- Ridicule to the future（2015年1月25日）
  - Limited R初のオリジナル曲

#### アルバム
- First Rizumu（XQIU-1502）（2010年4月7日）
  - 収録曲

1. 桜色
2. 一番の幸せ
3. Love★Chocolate Bitter
4. 最終電車
5. KAFERATE☆KAFERATE
6. &　you
7. Gemini
8. 夏色の日曜日
9. winter pocket
10. 東京【Rizumu version】

- HAPPY LOVE (FFMC-0003)（2013年2月6日）
  - 収録曲

1. トマトの気持ち
2. Go to journey 〜クローバーとピストル〜
3. HAPPY LOVE
4. 桜待ち、君を待つ
5. 夏に見た夢
6. 以上のL！
7. 彼女の誕生日
8. 君のいない世界
9. 春愁い桜咲く【Rizumu version】
10. 希望 〜new departure 〜【Piano version】

#### 参加ユニット
Survivë-ZERO featurig Rizumu
- 東京（2009年10月10日）

AZUKI
- sakurakaze〜想い届けて〜（2010年4月18日）

お菓子づくり
- 白い吐息（2010年11月20日）
- 秘密の呪文〜Day before Valentine〜（2011年2月12日）
- お菓子づくり音頭（2011年7月3日）
- 傘と王子と日曜日（2012年5月19日）
- 平日だけど特別なひなまつりの歌(2013年2月24日)
- パンプキン☆ポンプキン(2014年10月26日)
- 約束(2016年9月18日)

Finolia Girls
- 東日本大震災チャリティ企画ＣＤ（2011年4月16日）

1. JUMP〜乙女の決意〜
2. & you
3. 東京

- 小さな手のひらに大きな夢を（2011年6月12日）

- それこそ愛だろ！（2011年9月24日）

- Tickle Tickle（2012年1月7日）

- 春愁い桜咲く（2012年3月17日）

- だってダイヤモンドは傷つかない（2012年12月29日）

- 同じ星 同じ時代（2013年8月24日）

- VAMOS!! VAMOS!!（2014年6月8日）

- HAPPY BIRTHDAY TO YOU , MY FRIEND！（2014年12月28日）
- 桜の花びら一枚（2016年4月10日）

Rizumu with Brown Hairs
- あの日と同じ秋の風（2013年9月16日）

## メディア出演

### テレビドラマ
- キボウノミチ（2011年11月20日、東北放送）

### 舞台
- SPACE☆TRIP第10回公演『ホンキー!トンキー!クライング!〜部屋に幽霊とロックで大迷惑〜』（2016年4月29日 - 5月1日）

## コラボレーション

### 太陽のトマト麺
- トマトの気持ち×太陽のトマト麺

2012年3月12日から3月17日までの6日間、楽曲『トマトの気持ち』と『太陽のトマト麺 新お茶の水支店』がコラボレーション。
コラボ初日及び最終日には『一日店長』にも就任。

### 45組参加アイドルオムニバスCD「IDOL PARADE」
- 「IDOL PARADEvol.2」に『KAFERATE☆KAFERATE』収録。

### 吉田豪氏完全プロデュースオムニバスCD「Our Shining Idol 今君に会いたい」
- 参加ユニット『お菓子づくり』の楽曲『傘と王子と日曜日』収録。

### 頭文字T T-SELECTION Vol.10
- Bounty Hunter

## 書籍
- 『W100 LIVEアイドル』
- 『ミュージックマガジン増刊 アイドル・ソング・クロニクル2002〜2012』

　付録CDに『KAFERATE☆KAFERATE』収録。
- 『TRASH-UP!! vol.17「アイドル50人に聞く2013私のベスト5」』
- 『TRASH-UP!! vol.18』に特集記事掲載。
- 『TRASH-UP!! vol.21「アイドル251人に聞く2014私のベスト5!!」』

## レギュラー番組
- 『Finolia Girls Happy on Saturday』（WALLOP放送局）（2013年11月9日 - 、第2・第4土曜日12:00 - 13:00）

現在は終了。

## ファン
Rizumu及び彼女の楽曲をこよなく愛するファンは『りずらー』と呼ばれている。